# Rodolphe Ier de Saxe
Pour les articles homonymes, voir Rodolphe Ier.
Rodolphe Ier, né vers 1284 et décédé le 12 mars 1356, est un prince de la maison d'Ascanie, fils du duc Albert II de Saxe. Il est duc de Saxe-Wittemberg de 1298 à sa mort. Juste avant son décès, il est désigné comme prince-électeur et maréchal du Saint-Empire par la Bulle d'or de l'empereur Charles IV.

## Biographie
Rodolphe est le fils aîné d'Albert II, duc de Saxe depuis 1260, et de son épouse Agnès de Habsbourg (de),une fille de Rodolphe Ier de Habsbourg, roi des Romains. Au moment de sa naissance, la dynastie ducale des Ascaniens s'est scindée en deux lignes : celles de Saxe-Wittemberg sous le duc Albert II et de Saxe-Lauenbourg sous le règne de son frère aîné Jean Ier. La qualité de prince-électeur (Kurfürst) saxon est convoitée par les deux branches familiales. En 1273, Albert II opte en faveur de Rodolphe de Habsbourg et reçoit en contrepartie la main de sa fille Agnès. Néanmoins en 1291, le duc, au grand mécontentement de son beau-frère Albert de Habsbourg, vote en faveur du comte Adolphe de Nassau. 
Après la mort de son père, le 25 août 1298, l'héritage de Rodolphe comporte, outre le duché de Saxe-Wittemberg, également les domaines des burgraves des archevêques de Magdebourg autour de Gommern sur l'Elbe et l'ancien comté de Brehna au sud. Encore mineur, il reste sous la tutelle de sa mère Agnès et reçoit une formation à la cour de son oncle Albert de Habsbourg qui est finalement élu roi des Romains en 1298. En sa qualité de maréchal du Saint-Empire, il manifeste son accord sur l'attribution des duchés d'Autriche et de Styrie aux fils du roi Albert de Habsbourg, Rodolphe III, Frédéric le Bel et Léopold.

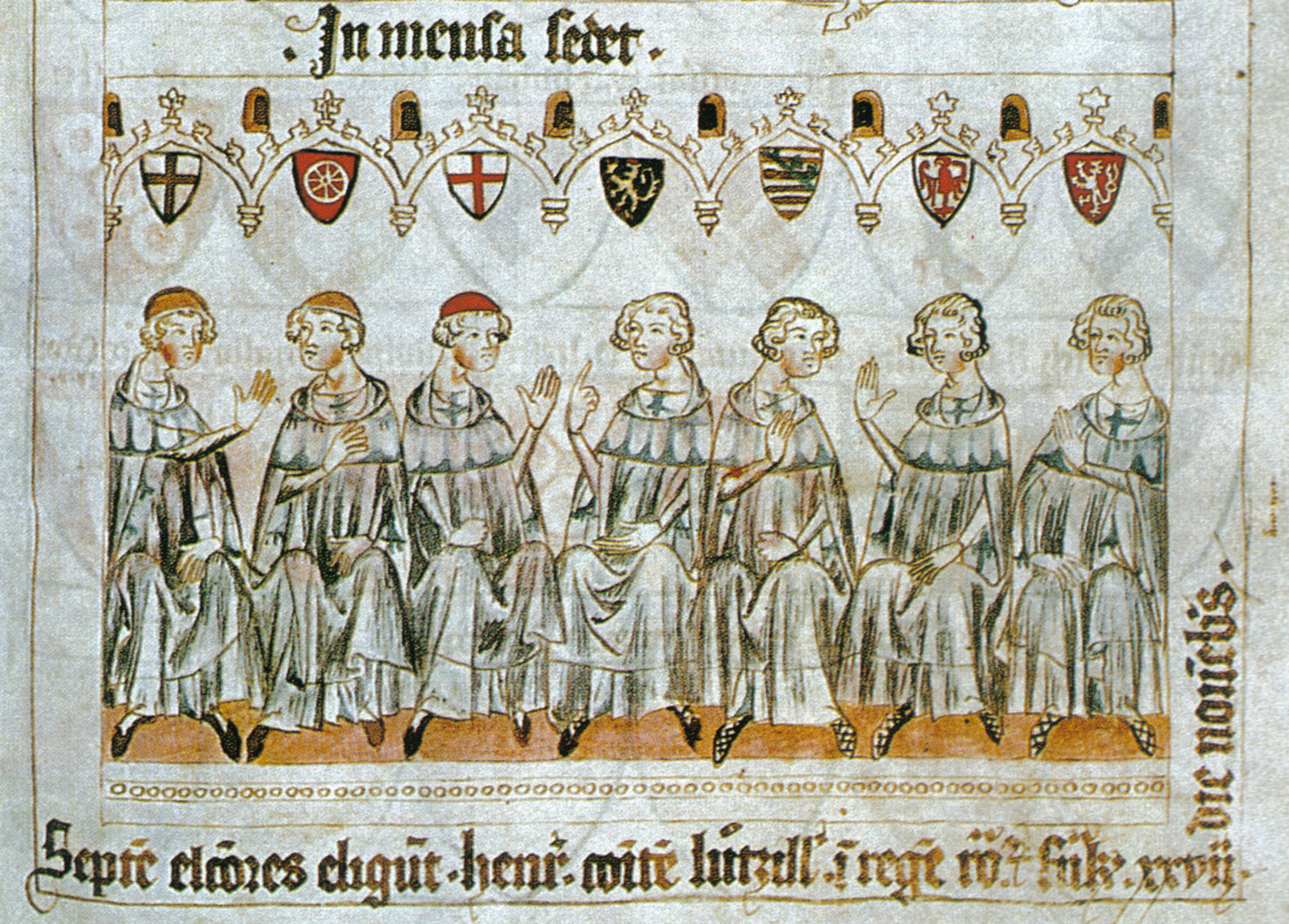
Les princes-électeurs choisissent Henri de Luxembourg, Codex Balduini Trevirensis, vers 1340.

Arrivé au gouvernement en 1302, il s'efforce d'assurer la dignité électorale de Saxe-Wittemberg, en se confrontant à ses cousins de Saxe-Lauenbourg. En 1308, après l'assassinat de son oncle Albert de Habsbourg, il soutient la candidature du comte Henri VII de Luxembourg qui est élu roi le 27 novembre. Un nouveau conflit commence lors de l'élection du successeur de Henri le 19 octobre 1314 à Francfort : Rodolphe opte en faveur de Frédéric le Bel, ses cousins de Saxe-Lauenbourg votent en faveur de Louis de Bavière ; l'égalité des voix des électeurs déclenche des conflits armés culminant à la bataille de Mühldorf le 28 septembre 1322. 

## Union et postérité
- Marié vers 1303 avec Jutte de Brandebourg, dont
  - Otto marié avec Élisabeth de Brunswick-Lünebourg
  - Agnès mariée vers 1325 avec Bernard III d'Anhalt-Bernbourg
  - Beatrix mariée vers 1345 avec Albert II d'Anhalt-Zerbst
  - Rodolphe II de Saxe
- Marié après 10 août 1328 avec Cunégonde de Pologne
- Marié en 1333 avec Agnès de Lindow-Ruppin, dont
  - Venceslas de Saxe marié en 1376 avec Giliola da Carrara